# 長麻未
長 麻未（ちょう あさみ、1982年5月11日 - ）は、福岡県三池郡高田町（現在の みやま市）出身のフリーアナウンサー・アマチュア無線家。元NHK千葉放送局・NHK山口放送局・NHK福岡放送局契約キャスター、文化放送契約アナウンサー。

## 来歴
アマチュア無線技士の資格を保有している両親（実父はコールサイン「JA6」のアマチュア無線局開設者）の影響で、小学校3年生の時に4級アマチュア無線技士の資格を九州総合通信局から取得。取得後は一時、無線局を開設していた（コールサインは「JN6GII」）。
ラジオ中継のリポーターを志していたことを背景に西南学院大学文学部児童教育学科卒業後の2005年4月よりKBCメディアの契約社員として「KBCラジオカー ひまわり号」（九州朝日放送）のリポーターを担当。教職への憧れも強く、大学生時代に小学校の教職免許を取得していたため、契約期間満了後の2006年4月1日付で小学校の教諭に転身した。しかし友人から「『ひまわり号』のリポーター時代の方が生き生きしていた」と言われたことをきっかけに小学校を1年で退職。「スナッピー」（KBCと同じ在福のテレビ・ラジオ兼営局であるRKB毎日放送のラジオカー）のリポーターとして、2007年7月7日より放送の現場に復帰した。RKBでは中継状態が良くない時にアマチュア無線の知識を生かして、アンテナの向きを自分で修正してしまう程で、「ここまでやってしまうスナッピーは初めて見た」と評されたという。
「スナッピー」のリポーターを3年間務めた後はNHK千葉放送局で2年間、NHK山口放送局で3年間、NHK福岡放送局で1年間、契約キャスターとして活動。他のNHK拠点局・地方局の契約キャスターだった舘谷春香と共に、2017年10月1日付で文化放送に入社した。
文化放送とは舘谷と共に3年間の有期雇用契約を結んでいたため、2020年9月30日の契約期間満了を機に揃って退社。契約期間満了時点での担当番組のうち、スタジオ アシスタントを担当していた『文化放送ライオンズナイター』木曜分は埼玉西武ライオンズのナイトゲーム中継を終了する10月末まで出演した。
文化放送の退社後はフリーアナウンサーとして、主にラジオ日本の番組へ出演する一方で、2020年12月から一般企業に勤務。本人曰く「（文化放送時代にアシスタントを務めた）『村上信五くんと経済クン』で得た知識のおかげで副業を認めている前向きでサステイナブルな企業に出合えた」とのことで勤務先では広報業務を担当している。
その一方で、2020年10月末にコールサイン「JN6GII」の復活を九州総合通信局に申請。この申請が認められたため、無線局免許状の交付や「JN6GII」の再開局を経て、2021年1月29日から同局での交信を再開した。

## 現在の出演番組
- 森川由加里 青春グラフィティー（ラジオ日本、2020年10月31日 - ）- 新作映画を紹介するコーナーのリポーターとして出演

## 過去の出演番組

### 文化放送
- 文化放送ライオンズナイタースタジオアシスタント（2018年度：火曜日[12]→2019・2020年度：木曜日）
- DASH!アミーゴ1号2号（2017年10月 - 2018年3月、水曜アシスタント「アミーゴ4号」[13]として出演）
- Lプロ（不定期、2018年度）[14]
- 就職戦士ブンナビ!
- &CAST!!!アワー ダブルデッカー 〜リスヴァレッタ放送局〜（超!A&G+にて日曜 22:00 - 22:30）[15]
- The News Masters TOKYO（金曜アシスタント 7:00 - 9:00）
- サタデースポーツDASHスクランブル（土曜17:45 - 18:00）
- 大畑大介 独走トライ（日曜 18:30 - 18:45）[16]
- 竹中功のアロハな気分（日曜 19:00 - 20:00）
  - 文化放送退社後の2021年2月13日に「文化放送サタデープレミアム」枠で放送された『竹中功のアロハな気分〜リターンズ!〜』にも出演。
- SDGs Voice（平日 17:50 - 17:55、伊藤佳子・鈴木純子・西川文野・舘谷の5名による持ち回り）
- 岩本勉のまいどスポーツ（月曜 17:55 - 18:30）
- 片山右京 DREAM REVIEW（月曜 18:30 - 18:45）
- 村上信五くんと経済クン（土曜 9:00 - 10:00）
- 産経新聞（ラジオCM）

### NHK福岡放送局
- おはよう九州沖縄
- おはサタ!

### NHK山口放送局
- 情報維新!やまぐち
- カフェのんた[17]

### NHK千葉放送局
- ひるどき情報ちば

### その他
- KBCラジオカー ひまわり号 リポーター[1]（KBCラジオ、2005年4月 - 2006年3月[2]）
- スナッピー キャスタードライバー[18][19]（RKBラジオ、2007年7月7日 - 2010年7月7日）